# Yoslyn Sigrah

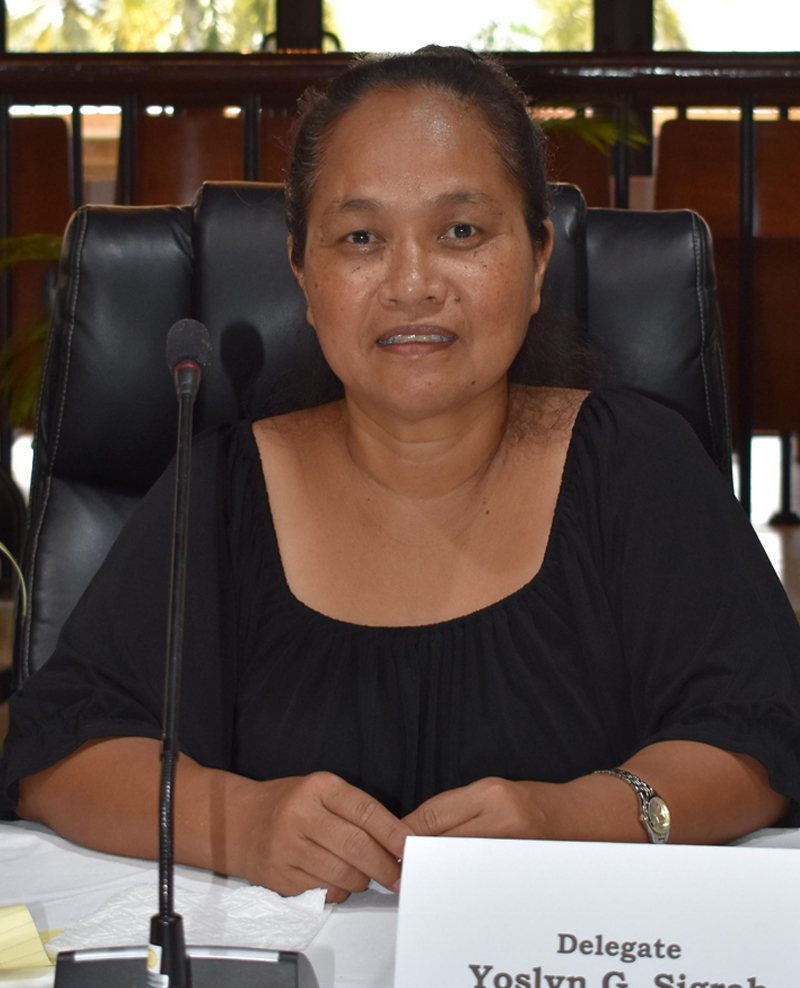
Yoslyn Sigrah

Yoslyn G. Sigrah ist eine Anwältin und Frauenrechtsaktivistin aus den Föderierten Staaten von Mikronesien.

## Leben
Sigrah stammt aus dem Staat Kosrae. Sie hat einen Abschluss in Jura von der University of Hawaii und praktiziert als Anwältin in Honolulu. Im Jahr 2012 nahm sie an einem Stipendienprogramm in den Vereinigten Staaten teil, das von der ABA Rule of Law Initiative organisiert wurde, um Fähigkeiten zu entwickeln, sich für Frauen einzusetzen, insbesondere für solche, die Gewalt erfahren haben.
Sigrah hat sich für die Vertretung von Frauen in der Politik, in der Regierung und im Parlament eingesetzt und die Schaffung eines Frauenministeriums in den Föderierten Staaten von Mikronesien unterstützt. Sie setzt sich aktiv für die Beendigung von Gewalt gegen Frauen und Mädchen ein und war unter anderem maßgeblich an der Verabschiedung des Family Protection Act 2014 in Kosrae beteiligt, einem Gesetz, das häusliche Gewalt unter Strafe stellt. Als Anwältin vertrat sie auch die Kosrae Women Association.
Sie sprach auf der 66. Sitzung des Übereinkommens zur Beseitigung jeder Form von Diskriminierung der Frau (CEDAW) in Genf, 2017, über die Lage der mikronesischen Frauen.
Im Jahr 2014 wurde sie von Präsident Emanuel Mori mit dem Presidential Outstanding Citizens Award ausgezeichnet.